# 2018 FNS 가요제

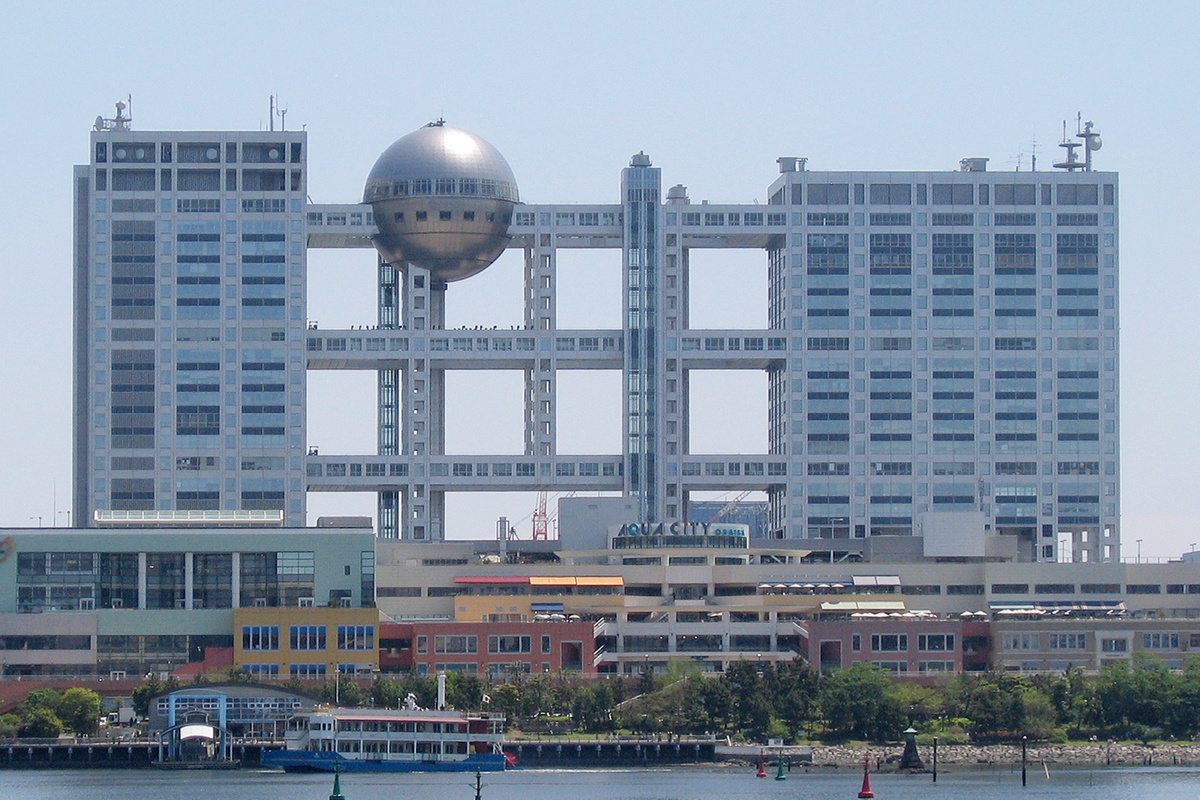
12월 12일에 사용되는 곳인 후지 TV 본사 ‘FCG 빌딩’

《2018 FNS 가요제》(2018 FNS歌謡祭)는 후지 TV 계열에서 2018년 12월 5일과 12월 12일 오후 7시부터 11시 28분까지 생방송되는 마흔일곱 번째 FNS 가요제이다.

## 개요
헤이세이 시대의 마지막이 되는 FNS 가요제이다.
2015년, 2016년, 2017년에 이어서 4년 연속으로 이틀에 걸쳐서 2회로 나눠져 생방송되는 것이 같은 해 11월 9일 방송 홈페이지에서 발표됐다.

## 출연자

### 사회자
- 모리타카 치사토
- 와타베 켄(언재시)
- 카토 아야코 (프리랜서 아나운서)

### 출연 아티스트
제2탄 발표 시점
- 굵은 글씨는 같은 해의 NHK 《제69회 NHK 홍백가합전》에도 출연 예정인 아티스트들이다.

#### 제1야
- 아이즈원
- 아야카
- 아라시
- 앨리스
- 이노우에 요시오
- 우에사카 스미레
- AKB48
- EXILE
- 오기노메 요코
- 카츠야
- 카미시라이시 모네
- 칸쟈니∞
- 기시단
- KinKi Kids
- 쿠보타 토시노부
- 극단 시키(四季)
- 케야키자카46
- 히라가나 케야키자카46
- 코이케 텟페이
- 코다 쿠미
- 고 히로미
- 코부쿠로
- 3대 J Soul Brothers from EXILE TRIBE
- THE ALFEE
- JUJU
- 시로타 유
- 신&후카 (아베 사다오, 요시오카 리호)
- 스즈키 마사유키
- SEKAI NO OWARI
- 성선임
- 타카하시 마리코
- DA PUMP
- 타마키 나미
- 도쿄 스카 파라다이스 오케스트라
- 나카야마 미호
- NEWS
- 하마사키 아유미
- 히라이 켄
- 히로세 코미
- 후지이 후미야
- Hey! Say! JUMP
- 보아
- 마츠시타 나오
- 미우라 다이치
- 미우라 하루마
- 미즈키 나나
- 미야노 마모루
- miwa
- 모리타카 치사토
- 야쿠시마루 히로코
- 야마자키 이쿠사부로
- 유즈
- LiSA
- Little Glee Monster

#### 제2야
- aiko
- 아이즈원
- E-girls
- 이케모리 슈이치(DEEN), 다이고
- AKB48
- NGT48
- 오오츠카 아이
- KAT-TUN
- 칸다 사야카
- Kis-My-Ft2
- King & Prince
- 극단 4달러 50센트
- CHEMISTRY
- THE RAMPAGE from EXILE TRIBE
- 김재중
- 제니하이
- GENERATIONS from EXILE TRIBE
- 시로타 유
- 진나이 타카노리
- Superfly
- Sexy Zone
- TARAKO
- DEAN FUJIOKA
- DIVA (제니퍼, 엘리안나, 단도이 마리카)
- Toshl
- Dream Ami
- 나오토 인티 레이미
- 나카가우치 마사타카
- 나카가와 아키노리
- 니즈마 세이코
- 니시노 카나
- 노기자카46
- 바쿠추몬다이
- 하마다 메구미
- B.B.퀸즈
- 히라노 아야
- V6
- 페어리즈
- 후쿠이 쇼이치
- 호시노 겐
- 미우라 다이치
- Mrs. GREEN APPLE
- 모닝구무스메.'18
- 모모이로 클로버 Z
- 야자키 히로시
- 야마자키 이쿠사부로
- 윤학(슈퍼노바)
- 요시모토자카46
- 와다 아키코
- WANIMA

### 게스트

#### 제1야
- 타나카 마사히로 - 관람하는 것으로 특별 출연
- 아오이 쇼타 - 우에사카 스미레의 무대 중에 백스크린으로 VTR 출연
- 후나코시 에이이치로, 아라이 유코 - 드라마 《트레이스 ~과수연의 남자~》 캐스트, 주연인 니시키도 료가 소속하는 동명 드라마의 주제가를 부르는 칸쟈니∞의 응원
- 사사키 쿠라노스케 - 드라마 《황혼유성군》 캐스트, 주제가를 부르는 平井堅의 응원

## 세트 리스트

### 제1야
| 순서                               | 아티스트 | 노래                                                                             |
| ---------------------------------- | --- | -------------------------------------------------------------------------------- |
| 1                                  | 도쿄 스카 파라다이스 오케스트라, 칸쟈니∞                                                                                     | Paradise Has No Border                                                           |
| 2                                  | 도쿄 스카 파라다이스 오케스트라, 칸쟈니∞                                                                                     | 無責任ヒーロー / 무책임 히어로                                                   |
| 3                                  | 히로세 코미, AKB48 | ゲレンデがとけるほど恋したい / 스키장이 녹을 정도로 사랑하고 싶어                |
| 4                                  | 히로세 코미, 미즈키 나나, AKB48                                                                                              | ロマンスの神様 / 로맨스의 신                                                     |
| 5                                  | 스즈키 마사유키 | 君は薔薇より美しい / 그대는 장미보다 아름다워 (1979/후세 아키라)                 |
| 6                                  | JUJU | まちぶせ / 기다림                                                                |
| 7                                  | 이노우에 요시오 | 木綿のハンカチーフ / 무명 손수건 (1976/오타 히로미)                              |
| 8                                  | 앨리스 | チャンピオン / 챔피언                                                            |
| 9                                  | THE ALFEE | 星空のディスタンス / 별하늘의 거리                                               |
| 10                                 | 오기노메 요코, DA PUMP | ダンシング・ヒーロー(Eat You Up) / 댄싱 히어로 (Eat You Up) (1985/오기노메 요코) |
| 11                                 | 타카하시 마리코 | 勝手にしやがれ / 멋대로 해라 (1977/사와다 켄지)                                  |
| 12                                 | miwa | don't cry anymore                                                                |
| 13                                 | 아야카 | あいことば / 사랑 말                                                             |
| 14                                 | Hey! Say! JUMP | COSMIC☆HUMAN                                                                     |
| 15                                 | AKB48 | NO WAY MAN                                                                       |
| 16                                 | 아이즈원 | 라비앙로즈 (La Vie en Rose)                                                      |
| 뮤지컬 “나이트 테일 -전사 이야기-” | |                                                                                  |
| 17                                 | 도모토 코이치(KinKi Kids), 이노우에 요시오                                                                                   | 騎士物語 / 전사 이야기                                                           |
| 18                                 | 도모토 코이치(KinKi Kids), 이노우에 요시오                                                                                   | 囚人の歌（リプリーゼ） / 죄인의 노래 (리프리즈)                                  |
| 19                                 | 도모토 코이치(KinKi Kids), 이노우에 요시오                                                                                   | 宿敵がまたとない友 / 숙적이 둘도 없는 친구                                       |
| 20                                 | 도모토 코이치(KinKi Kids), 이노우에 요시오                                                                                   | 騎士物語（リプリーゼ） / 전사 이야기 (리프리즈)                                  |
| 21                                 | JUJU, 시로타 유 | What A Wonderful World                                                           |
| 22                                 | 3대 J Soul Brothers from EXILE TRIBE                                                                                         | 恋と愛 / 사랑과 연애                                                             |
| 뮤지컬 “라이온 킹”                 | |                                                                                  |
| 23                                 | 극단 시키(四季) | Circle of Life                                                                   |
| 24                                 | 극단 시키(四季) | Can You Feel the Love Tonight                                                    |
| 25                                 | 야쿠시마루 히로코, 마츠시타 나오                                                                                             | Woman "Wの悲劇"より / Woman "W의 비극"보다 (1984/야쿠시마루 히로코)              |
| 26                                 | 나카야마 미호 | WAKU WAKUさせて / WAKU WAKU하게 해줘 (1986)                                      |
| 27                                 | 카미시라이시 모네 | なごり雪 / 봄눈                                                                  |
| 뮤지컬 “킹키부츠”                  | |                                                                                  |
| 28                                 | 미우라 하루마 | The Land of Lola                                                                 |
| 29                                 | 코이케 텟페이, 미우라 하루마, 성선임, 타마키 나미, 카츠야                                                                    | Raise You Up                                                                     |
| 30                                 | 코이케 텟페이, 미우라 하루마, 성선임, 타마키 나미, 카츠야                                                                    | Just Be                                                                          |
| 31                                 | JUJU, 미우라 다이치, 마루야마 류헤이(칸쟈니∞)                                                                                | やさしさで溢れるように / 상냥함을 넘치 듯이                                      |
| 32                                 | EXILE | Heads or Tails                                                                   |
| 33                                 | DA PUMP | Rhapsody in Blue                                                                 |
| 34                                 | DA PUMP | U.S.A.                                                                           |
| 35                                 | 기시단, DA PUMP | One Night Carnival                                                               |
| 36                                 | 스즈키 마사유키, 코다 쿠미                                                                                                   | め組のひと / 메반의 사람 (1983/렛츠 & 스타)                                      |
| 37                                 | 3대 J Soul Brothers from EXILE TRIBE                                                                                         | R.Y.U.S.E.I. (2014)                                                              |
| 38                                 | 고 히로미, 미야노 마모루 | 言えないよ / 말할 수 없어                                                        |
| 39                                 | 나카야마 미호 | 世界中の誰よりきっと / 전세경 누구보다 반드시                                    |
| 40                                 | 아라시, 유즈 | 夏疾風 / 여름 질풍                                                               |
| 41                                 | 케야키자카46 | アンビバレント / 앰비벌런트                                                      |
| 42                                 | SEKAI NO OWARI | Death Disco                                                                      |
| 43                                 | 타카하시 마리코 | 桃色吐息 / 분홍빛 한숨 (1984)                                                    |
| 44                                 | Little Glee Monster | 世界はあなたに笑いかけている / 세상은 당신에게 미소짓고 있어                     |
| 45                                 | 히라이 켄 | KISS OF LIFE (2001)                                                              |
| 46                                 | KinKi Kids, 쿠보타 토시노부                                                                                                  | 会いたい、会いたい、会えない。 / 보고 싶어, 보고 싶어, 볼 수 없어.               |
| 47                                 | 우에사카 스미레 | POP TEAM EPIC                                                                    |
| 48                                 | 미즈키 나나, 미야노 마모루                                                                                                   | 結界 / 결계                                                                      |
| 49                                 | 모리타카 치사토, Hey! Say! JUMP                                                                                              | ジン ジン ジングルベル / 징 징 징글벨                                            |
| 50                                 | 코이케 텟페이, 시로타 유, 야마자키 이쿠사부로                                                                                | All I Want for Christmas Is You                                                  |
| 51                                 | EXILE NESMITH, EXILE SHOKICHI, 이마이치 류지&토사카 히로오미(3대 J Soul Brothers from EXILE TRIBE)                           | Last Christmas                                                                   |
| 52                                 | 케야키자카46, 히라가나 케야키자카46                                                                                          | 징글 벨                                                                          |
| 53                                 | Little Glee Monster | I Saw Mommy Kissing Santa Claus                                                  |
| 54                                 | NEWS | クリスマス・イブ / 크리스마스 이브                                               |
| 55                                 | 보아 | メリクリ / 메리크리                                                              |
| 56                                 | EXILE | Lovers Again (2007)                                                              |
| 57                                 | 코다 쿠미, miwa, LiSA | 雪のクリスマス / 눈의 크리스마스                                                 |
| 58                                 | 아라시 | I'll be there                                                                    |
| 59                                 | 아라시 | Find The Answer                                                                  |
| 60                                 | 신&후카 (아베 사다오, 요시오카 리호)                                                                                         | 体の芯からまだ燃えているんだ / 뼛속부터 아직 타고 있는 거야                      |
| 61                                 | 아야카, 미우라 다이치 | ハートアップ / 하트 업                                                           |
| 62                                 | 하마사키 아유미 | Movin' on without you                                                            |
| 63                                 | 코부쿠로 | 蕾つぼみ / 꽃 봉오리 꽃 봉오리                                                   |
| 64                                 | 후지이 후미야, 도모토 코이치(KinKi Kids)                                                                                     | Another Orion                                                                    |
| 66                                 | 후지이 후미야, 도모토 코이치(KinKi Kids)                                                                                     | 街 / 길                                                                          |
| 66                                 | 칸쟈니∞ | ここに / 여기에                                                                  |
| 67                                 | SEKAI NO OWARI | イルミネーション / 일루미네이션                                                  |
| 68                                 | 기시단 | 我ら思う、故に我ら在り / 우린 생각한다, 고로 우리는 존재한다                     |
| 69                                 | 쿠보타 토시노부 | So Beautiful                                                                     |
| 70                                 | 히라이 켄, 마츠시타 나오 | half of me                                                                       |
| 71                                 | 유즈 | マボロシ / 환상                                                                  |
| 72                                 | NEWS | NEWSニッポン / NEWS일본                                                          |
| 72                                 | NEWS | チャンカパーナ / 창파카나                                                        |
| 72                                 | NEWS | 生きろ / 살아가자                                                                |
| 73                                 | 이노우에 요시오, 우에사카 스미레, 카미시라이시 모네, JUJU, NEWS, 미즈키 나나, 미야노 마모루, miwa, 야마자키 이쿠사부로, LiSA | 時代 / 시대 (1975/나카지마 미유키)                                               |

### 제2야
| 순서                                       | 아티스트 | 노래                                                                   |
| ------------------------------------------ | --- | ---------------------------------------------------------------------- |
| 1                                          | King & Prince | 루돌프 사슴코 (1949/ジーン・オートリー&ザ・ピナフォア)                 |
| 2                                          | E-girls | All I Want for Christmas Is You (1994/머라이어 캐리)                   |
| 3                                          | Sexy Zone | ジングルベル / 징글 벨 (1857/크리스마스 노래)                          |
| 4                                          | DEAN FUJIOKA, Dream Ami | Wonderful Christmastime (1979/폴 매카트니)                             |
| 5                                          | 시로타 유, 김재중 | Last Christmas (1984/왬!)                                              |
| 6                                          | Kis-My-Ft2 | Santa Claus Is Coming to Town (1934/크리스마스 노래)                   |
| 7                                          | 노기자카46, 크리스마스 메들리 ALL CAST | We Wish You A Merry Christmas (16세기 기원의 크리스마스 캐럴)          |
| 8                                          | 미우라 다이치 | Blizzard                                                               |
| 9                                          | 오오츠카 아이 | プラネタリウム / 플라네타리움 (2005)                                   |
| 10                                         | CHEMISTRY | My Gift to You (2002)                                                  |
| 뮤지컬 “프리실라”                          | |                                                                        |
| 11                                         | 야마자키 이쿠사부로, DIVA | It's Raining Men (2006)                                                |
| 12                                         | 윤학, DIVA | Material Girl (2006)                                                   |
| 13                                         | 야마자키 이쿠사부로, 윤학, 진나이 타카노리, DIVA | Go West (2006)                                                         |
| 14                                         | 야마자키 이쿠사부로, 윤학, DIVA | Hot Stuff (2006)                                                       |
| 15                                         | 야마자키 이쿠사부로 | True Colors (2006)                                                     |
| 16                                         | 야마자키 이쿠사부로, 윤학, 진나이 타카노리, DIVA | I Will Survive (2006)                                                  |
| 뮤지컬 “저지 보이스”                       | |                                                                        |
| 17                                         | 나카가와 아키노리, 나카가우치 마사타카, 야자키 히로시, 후쿠이 쇼이치 | December 1963 (Oh What a Night) (2016)                                 |
| 18                                         | 나카가와 아키노리, 나카가우치 마사타카, 야자키 히로시, 후쿠이 쇼이치 | Walk Like A Man (2016)                                                 |
| 19                                         | 나카가와 아키노리, 나카가우치 마사타카, 야자키 히로시, 후쿠이 쇼이치 | Sherry (2016)                                                          |
| 20                                         | 나카가와 아키노리 | Can't Take My Eyes Off Of You (2016)                                   |
| 21                                         | 나카가와 아키노리, 나카가우치 마사타카, 야자키 히로시, 후쿠이 쇼이치 | Big Girls Don't Cry (2016)                                             |
| 22                                         | WANIMA | シグナル / 시그널                                                      |
| 23                                         | WANIMA | Hey Lady (2014)                                                        |
| 24                                         | 노기자카46 | 帰り道は遠回りしたくなる / 돌아오는 길은 멀리 돌아서 가고 싶어져       |
| 25                                         | DAIGO, 이케모리 슈이치(DEEN) | このまま君だけを奪い去りたい / 이대로 너만을 빼앗고 싶어 (1993/DEEN)   |
| 26                                         | 나오토 인티 레이미 | Overflows 〜言葉にできなくて〜 / Overflows ~말로 할 수 없어서~ (2016)  |
| 27                                         | aiko | ストロー / 스트로우                                                    |
| 28                                         | aiko | 夢見る隙間 / 꿈 꾸는 틈새 (2015)                                       |
| 29                                         | aiko | ボーイフレンド / 보이프렌드 (2000)                                     |
| 30                                         | KAT-TUN | KISS KISS KISS.(2015)                                                  |
| 31                                         | V6 | Darling (2003)                                                         |
| 32                                         | KAT-TUN | Ask Yourself                                                           |
| 33                                         | V6 | Super Powers                                                           |
| 34                                         | Mrs. GREEN APPLE | 青と夏 / 파랑과 여름                                                   |
| 35                                         | NGT48 | 世界の人へ / 세상의 사람들에게                                         |
| 36                                         | 모닝구무스메.'18 | フラリ銀座 / 불쑥 긴자                                                 |
| 37                                         | 모닝구무스메.'18 | 恋愛レボリューション21 / 연애혁명 21 (2000/모닝구무스메.)              |
| 38                                         | E-girls | Perfect World                                                          |
| 39                                         | Dream Ami | トライ・エヴリシング / 트라이 에브리싱 (2016)                          |
| 40                                         | THE RAMPAGE from EXILE TRIBE | LA FIESTA                                                              |
| 애니메이션 “마루코는 아홉살” 스페셜 메들리 | |                                                                        |
| 41                                         | B.B.퀸즈, 키류인 쇼(골든 봄버) | おどるポンポコリン / 춤춰요 폼포코링 (1990/B.B.퀸즈)                   |
| 42                                         | TARAKO, 바쿠추몬다이 | アララの呪文 / 아라라의 주문 (2004/마루코는 아홉살 with 바쿠추몬다이)  |
| 43                                         | B.B.퀸즈, 키류인 쇼(골든 봄버) | 走れ正直者 / 달려 정직한 사람 (1991/사이조 히데키)                     |
| 44                                         | Superfly | タマシイレボリューション / 영혼 레벌루션 (2010)                        |
| 45                                         | Superfly | Gifts                                                                  |
| 46                                         | Mrs. GREEN APPLE | StaRt (2015)                                                           |
| 47                                         | DEAN FUJIOKA | Echo                                                                   |
| 48                                         | 야마자키 이쿠사부로, 극단 4달러 50센트 | I LAND (야마자키 이쿠사부로)                                           |
| 49                                         | 모모이로 클로버 Z | サンタさん / 산타 상 (2011)                                            |
| 50                                         | Sexy Zone | カラクリだらけのテンダネス / 계락 투성이의 덴타네스                    |
| 51                                         | King & Prince | シンデレラガール / 신데렐라 걸                                         |
| 뮤지컬 “드림걸스”                          | |                                                                        |
| 52                                         | 하마다 메구미, 니즈마 세이코, 히라노 아야 | Dreamgirls (2006）                                                     |
| 뮤지컬 “로미오와 줄리엣”                   | |                                                                        |
| 53                                         | 시로타 유, 이쿠타 에리카(노기자카46) | エメ / 에메 (Aimer) (2001)                                             |
| 뮤지컬 “금발이 너무해”                     | |                                                                        |
| 54                                         | 칸다 사야카 | So Much Better (2017)                                                  |
| 55                                         | 칸다 사야카 | Legally Blonde (Remix) (2017)                                          |
| 뮤지컬 “모짜르트”                          | |                                                                        |
| 56                                         | 시로타 유 | 僕こそ音楽 / 나야말로 음악 (2002)                                      |
| 57                                         | 히라노 아야, 이쿠타 에리카(노기자갸46) | ダンスはやめられない / 춤은 멈추게 할 수 없어 (2002)                   |
| 뮤지컬 “오페라의 유령”                     | |                                                                        |
| 58                                         | 하마다 메구미, 나카가와 아키노리 | THE PHANTOM OF THE OPERA (1986/마이클 크로퍼드, 세라 브라이트먼)       |
| 뮤지컬 “엘리자벳”                          | |                                                                        |
| 59                                         | 니즈마 세이코 | 私だけに / 나에게만                                                    |
| 60                                         | 요시모토자카46 | 泣かせてくれよ / 울게 해줘                                             |
| 61                                         | 제니하이 | 片目で異常に恋してる / 한눈으로 이상하게 사랑하고 있어                 |
| 62                                         | IZ4648 | 必然性 / 필연성                                                        |
| 63                                         | 니시노 카나 | Darling (2014)                                                         |
| 64                                         | 니시노 카나 | Have a nice day (2016)                                                 |
| 65                                         | Kis-My-Ft2 | 君、僕。 / 너, 나.                                                     |
| 66                                         | 호시노 겐 | Pop Virus                                                              |
| 67                                         | 호시노 겐 | アイデア / 아이디어                                                    |
| 68                                         | 페어리즈 | White Angel (2012/페어리즈)                                            |
| 69                                         | Toshl | I LOVE YOU (1983/오자키 유타카)                                        |
| 70                                         | 김재중 | Forget-me-not (1985/오자키 유타카)                                     |
| 71                                         | GENERATIONS from EXILE TRIBE | 少年 / 소년                                                            |
| 72                                         | 와다 아키코, 미우라 다이치 | あの鐘を鳴らすのはあなた / 그 종을 울리는 것은 당신 (1972/와다 아키코) |
| 73                                         | GENERATIONS from EXILE TRIBE, THE RAMPAGE from EXILE TRIBE | 銀河鉄道999 / 은하철도 999 (1979/고다이고)                             |
| 74                                         | E-girls, NGT48, Kis-My-Ft2, CHEMISTRY, 사이토 츠카사(트렌디 엔젤), THE RAMPAGE from EXILE TRIBE, 김재중, GENERATIONS from EXILE TRIBE, 시로타 유, 니즈마 세이코, 노기자카46, 하마다 메구미, 히라노 아야, 야마자키 이쿠사부로 | あの素晴しい愛をもう一度 / 그 멋진 사랑을 한 번 더                     |

## 스태프
- 연출
  - 제1야 - 하마사키 아야
  - 제2야 - 시마다 카즈마사, 마츠나가 켄타로
- 프로듀서 - 츠지다 요시미, 우가진 유코, 고토 나츠미
- 책임 프로듀서 - 미우라 준
- 제작 - 후지 TV

## 관련 방송
- Love music

2018 FNS 가요제의 사회를 맡는 모리타카와 와타베가 MC를 맡고 있는 방송이다.
- FNS 가요제 직전! 볼 만한 곳 철저 해설 스페셜

2018 FNS 가요제 방송의 1주일 전부터 6일에 걸쳐서 11월 29일 ~ 30일과 12월 5일 오전12시 25분 ~ 오전 12시 35분, 12월 1일 오전 12시 55분 ~ 1시 5분, 12월 2일 오전 1시 15분 ~ 25분, 12월 4일 오전12시 40분 ~ 50분에 방송되는 사전 방송이다.
2018년의 출연 아티스트와 기획, 볼만한 곳이 소개된다.
후지 TV와 일부 계열 방송국에서 방송된다.

### 참조주
1. ↑  “第1弾48組出演アーティスト発表！” [제1탄 48조 출연 아티스트 발표!]. 《토레타테 후지 TV》 (일본어). 2018년 11월 16일.

### 내용주
1. ↑  미야와키 사쿠라가 센터를 맡고 있었고 혼다 히토미, 야부키 나코도 같이 선발되어 있었지만 아이즈원 전임으로 인해서 AKB48 그룹의 활동을 쉬고 있기 때문에 지금까지의 다른 음악 방송 등에서는 다른 멤버 3명이 대신 맡았짐만 AKB48와 아이즈원이 함께 방송에 출연해서 이 무대가 미야와키 사쿠라, 야부키 나코, 혼다 히토미의 첫 무대가 됐다.
2. ↑  끝 6분에 일부 지역의 방송국이 방송을 종료해서 일부 지역은 미방송.

구성원
1. 1 2  사시하라 리노, 카시와기 유키, 요코야마 유이, 오카다 나나, 시로마 미루, 타카하시 쥬리)
2. ↑  미야와키 사쿠라, 혼다 히토미, 야부키 나코를 포함한 〈NO WAY MAN〉 선발 멤버 23명
3. ↑  King & Prince, E-girls, Sexy Zone, DEAN FUJIOKA, Dream Ami, 시로타 유, 김재중, Kis-My-Ft2
4. ↑  아이즈원 : 장원영(센터), 미야와키 사쿠라(센터), 조유리, 야부키 나코, 권은비, 혼다 히토미
AKB48 : 사시하라 리노, 오카다 나나, 카시와기 유키, 요코야마 유이, 오구리 유이, 스다 아카리
노기자카46 : 우메자와 미나미, 사이토 아스카, 시라이시 마이, 니시노 나나세, 호리 미오나, 야마시타 미즈키
케야키자카46 : 코이케 미나미, 코바야시 유이, 스가이 유카, 나가하마 네루, 하부 미즈호, 와타나베 리사